# Micropterix huemeri
Micropterix huemeri  es una especie de lepidóptero de la familia Micropterigidae. Es muy similar a  Micropterix rothenbachii.

## Distribución geográfica
Es endémica de la región de los Alpes marítimos, en Francia. Se encuentra a partir de los 2000 metros de altitud.